# Persoonia falcata
Persoonia falcata (лат.) — кустарник или небольшое дерево, вид рода Персоония (Persoonia) семейства Протейные (Proteaceae), эндемик северной Австралии.

## Ботаническое описание

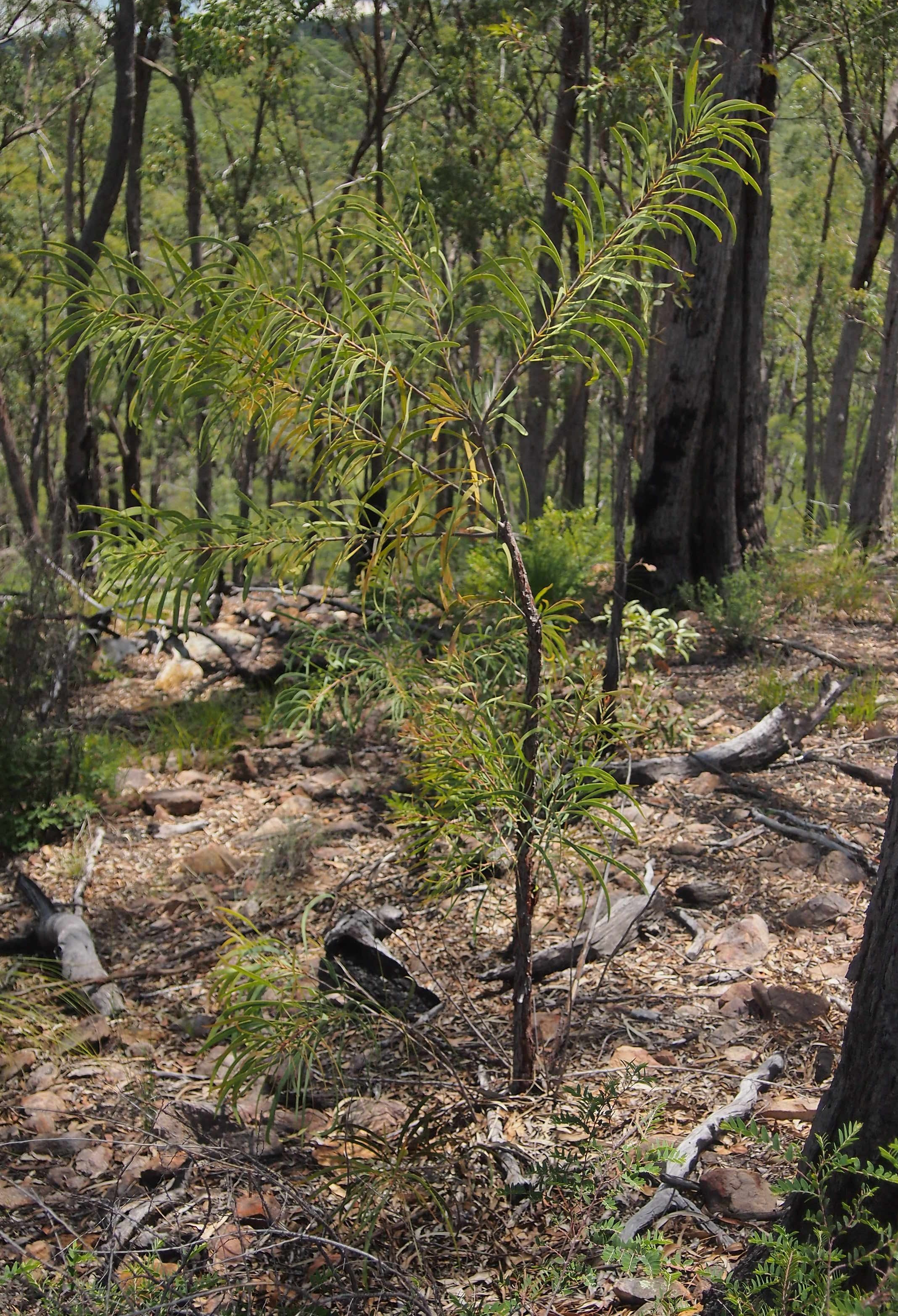
Молодое дерево P. falcata

Persoonia falcata — древесный кустарник или небольшое дерево высотой от 1 до 9 м. Толстая тёмно-серая кора слоистая. Бледно-зелёно-серые листья составляют 8-35 см в длину и 0,4-3 см в ширину, от ланцетной до линейно-продолговатой или серповидной формы. Жёлтые цветки появляются с июня по ноябрь. Жёлто-зелёные плоды-костянки появляются с октября по февраль. Плоды съедобные, местные аборигены их едят в сыром виде.

## Таксономия
Впервые вид был официально описан в 1810 году Робертом Брауном по образцам, собранным на реке Эндевор на севере Квинсленда, в его статье On the natural order of plants called Proteaceae. Видовой эпитет falcata («серповидный») — от латинского слова falx, означающего «серп», и относится к форме листьев.
В 1870 году Джордж Бентам опубликовал первую внутриродовую аранжировку Persoonia в пятом томе своей знаменитой Flora Australiensis. Он разделил этот род на три части, поместив P. falcata в сектор P. sect. Pycnostyles, который в остальном целиком принадлежала Западной Австралии. В 1995 году при пересмотре этого рода в Flora of Australia вид был отнесён к группе Teretifolia вместе с девятью видами с юго-запада Западной Австралии. У этих видов очень короткие листочки околоцветника по сравнению с другими персоониями.
Коренные жители острова Грут-Айленд на их языке энинтильяква называют это растение awulka, а жители Yirrkala на языке Rirratjingu называют его dangapa.

## Распространение и местообитание
Persoonia falcata — эндемик северной Австралии. Ареал вида располагается на обширной территории северной Австралии, обычно в пределах 300 км от побережья. На северо-западе Западной Австралии вид встречается в Большой песчаной пустыне и недалеко от Брума, к востоку через Северную территорию в северный Квинсленд, с плато Блэкдаун, отмечающим юго-восточную границу его ареала.
Растёт вдоль водотоков, ущелий и обнажений песчаника, как правило, на песчаниковых или аллювиальных почвах. Также встречается на гранитных и латеритных почвах и редко на глинистых почвах. Растёт в эвкалиптовых, мелалеуковых или смешанных открытых лесных сообществах.

## Культивирование и использование
Попытки вырастить P. falcata в Королевских ботанических садах Сиднея и Мельбурна потерпели неудачу, так как посаженные в почву растения погибли.
Аборигены использовали настой на древесине и коре дерева для промывания глаз и пили настой из листьев для лечения простуды и диареи. Листья также можно прикладывать к ранам после обрезания.